# EMMA for Peace
EMMA for Peace (Euro-Mediterranean Music Academy) è un’organizzazione non governativa per la promozione della diplomazia musicale tra Europa e Medio Oriente.
L’organizzazione è stata fondata dal manager culturale Paolo Petrocelli nel 2012. Ad ottobre 2013, l’organizzazione è stata ufficialmente presentata al 13º Summit Mondiale dei Premi Nobel per la Pace a Varsavia, in Polonia.
Il direttore d’orchestra Riccardo Muti è il Presidente Onorario.

## Attività
EMMA for Peace promuove la diplomazia musicale attraverso la collaborazione con le grandi organizzazioni internazionali, fra cui le principali agenzie delle Nazioni Unite (in particolare UNESCO, UNICEF, UNHCR) e il Segretariato Permanente del Summit Mondiale dei Premi Nobel per la Pace. EMMA collabora inoltre con i governi nazionali e le istituzioni musicali dei principali paesi dell’area dell’euro-mediterraneo.
EMMA for Peace e il Summit dei Premi Nobel per la Pace
Con il patrocinio dell'UNESCO e sotto gli auspici del Segretario Generale del Consiglio d'Europa, EMMA per la Pace ha organizzato nel 2013 il concerto inaugurale del 13º Summit mondiale dei Premi Nobel per la Pace a Varsavia, che ha visto esibirsi l'Orchestra Giovanile della Polonia diretta da John Axelrod.
EMMA for Peace e UNESCO
Dal 2014, EMMA for Peace è impegnata nella promozione della Giornata internazionale del jazz, organizzando, co-organizzando e sostenendo numerose iniziative e progetti in Italia e all'estero.
Nel 2015, EMMA for Peace ha partecipato al programma ufficiale delle celebrazioni del 70 ° anniversario dell'UNESCO organizzando un concerto istituzionale alla Carnegie Hall di New York, con la Korean Chamber Orchestra, l’artista UNESCO per la pace Ino Mirkovich, la violinista sudcoreana Soyoung Yoon e la cantante britannica Carly Paoli.
EMMA for Peace e UNICEF
Nel 2013, EMMA for Peace ha unito le forze con l'UNICEF progettando un programma di educazione musicale a favore dei bambini siriani nei campi profughi in Libano, Giordania e Turchia e promuovendo concerti di solidarietà in Europa, in collaborazione con musicisti siriani.
EMMA for Peace e UNHCR
Nel 2014, EMMA for Peace ha realizzato un progetto con UNHCR a Malta a sostegno dei giovani rifugiati del Mediterraneo.
Musicisti della Malta Youth Orchestra e giovani migranti hanno partecipato assieme ad un programma di formazione musicale, con seminari d'improvvisazione, scrittura collettiva dei testi e di composizione musicale culminati in una serie di performance pubbliche.
Nel 2018, EMMA for Peace ha organizzato un concerto di beneficenza per i rifugiati siriani con UNHCR presso il Teatro Franco Parenti a Milano, favorendo la collaborazione tra artisti italiani e siriani.
EMMA for Peace e l’Accademia del Teatro alla Scala
Nel 2014, EMMA for Peace ha facilitato la prima collaborazione tra il Teatro dell'Opera del Cairo e il Teatro alla Scala di Milano, organizzando un galà d’opera al Cairo, con la partecipazione di giovani cantanti dell'Accademia del Teatro alla Scala.
In questa occasione, EMMA for Peace ha presentato “Opera for Peace”, un progetto che si poneva l'obiettivo promuovere la formazione all’opera e ai mestieri del teatro sia agli studenti conservatori che ai giovani nei campi profughi di Giordania, Libano, Egitto, Marocco, Palestina e Turchia.
EMMA for Peace e la European Union Youth Orchestra
Nel 2019, EMMA for Peace ha organizzato il primo concerto della European Union Youth Orchestra (EUYO) in Oman, presentando uno speciale concerto di gala alla Royal Opera House Muscat con il soprano lettone Kristine Opolais e il direttore d’orchestra Vasily Petrenko.
Diplomazia Musicale - Storie dal Mondo
Nel 2014, EMMA for Peace lancia dall'Italia una campagna mondiale per la promozione della diplomazia musicale.
Nel 2020, crea la prima piattaforma blog interamente dedicata alla diplomazia musicale.